# 1682 en France
Chronologie de la France
- 1678
- 1679
- 1680
- 1681
- 1682
- 1683
- 1684
- 1685
- 1686

Cette page concerne l’année 1682 du calendrier grégorien.

## Événements
- 4 janvier : Mohammad Temim, ambassadeur du Sultan du Maroc, est reçu par le roi Louis XIV au château de Saint-Germain-en-Laye. Le roi refuse de ratifier le traité de La Mamora du 13 juillet 1681 et désigne Colbert de Croissy et Seignelay[1].
- 24 janvier : le Parlement de Paris enregistre l’édit du roi concernant l’usage de la régale, inspiré par Bossuet ; il étend le droit de régale temporelle à tous les diocèses, mais abandonne la régale spirituelle[2].
- 29 janvier : traité d’amitié franco-marocain de Saint-Germain. Il n’est pas ratifié par le sultan[1].

- 6 février : l’intendant du Poitou Marillac, instaurateur des dragonnades, est limogé au profit de son cousin Lamoignon de Basville[3].
- 7-8 février : Bossuet prend possession du diocèse de Meaux[2].
- 28 février : l’empereur Léopold Ier adhère à une alliance antifrançaise déjà formée entre Suède et les Provinces-Unies pour le maintien des dispositions de Westphalie et de Nimègue, rejoint par l'Espagne le 2 mai[4].

- 19 mars : l’Assemblée du clergé, reflétant les intentions royales exprimées par Bossuet, adopte la Déclaration des Quatre articles, manifestation de protestation gallicane contre la théorie de la papauté, pratiquée avec tant de hardiesse par Hildebrand (Grégoire VII)[2]. Le roi reconnaît au pape le pouvoir sur les choses spirituelles - qui concernent le salut - mais non sur les choses temporelles et civiles. Les souverains ne sont soumis à aucune puissance ecclésiastique par l’ordre de Dieu dans les choses temporelles, ne peuvent être déposés par l’autorité des chefs de l’Église. Le concile est au-dessus du pape. Les décisions du pape ne sont irréformables qu’autant qu’elles sont acceptées par l’Église. L’usage de la puissance apostolique doit être réglé par les canons.
- 23 mars : Louis XIV confirme par édit la Déclaration des Quatre articles, qui devient ainsi loi d’État[2].

- 1er avril : levée du blocus de Luxembourg[5].
- 9 avril : Cavelier de la Salle prend possession de la Louisiane au nom de la France[6].

- 1er mai : alliance entre la France et le Danemark[7].
- 6 mai :
  - la cour s’installe au château de Versailles[8]. La noblesse, obligée de se montrer à la cour pour obtenir charges et pensions se trouve dorénavant entre les mains du pouvoir royal et déracinée de ses terroirs d’origine[9].
  - l’Assemblée du clergé approuve une lettre circulaire aux prélats de France qui réaffirme les libertés de l’Église gallicane après la protestation du pape à la suite de la déclaration du 19 mars[10].

- 12 juin : création par Louvois, secrétaire d’état à la Guerre, des Compagnies de cadets, premières écoles militaires spéciales[11].
- 15 juin : déclaration excluant les protestants des offices de notaire, procureur et huissiers[12].

- 1er juillet : « avertissement pastoral de l’Église gallicane assemblée à Paris à ceux de la RPR (religion prétendument réformée) pour les porter à se convertir et à se réconcilier avec l’Église »[13].
- 11 juillet : déclaration royale « contre les Bohèmes et ceux qui leur donnent retraite » ; le roi ordonne l'arrestation des bohémiens ou Égyptiens, et statue la peine des galères contre les hommes. Les femmes, séparées des premiers, seront tondues et passibles d'être fustigées en place publique et bannies, au cas où elles continueraient à « mener la vie de bohémiennes ». Les enfants seront détenus dans les hôpitaux pour y être élevés selon la religion chrétienne[14].
- 21 juillet : clôture de la Chambre ardente de l'Arsenal sur ordre du roi. En 210 audiences elle a interrogé 442 accusés, emprisonné 218 personnes, en fait exécuter 34, en condamne 5 aux galères et 23 autres au bannissement[15].

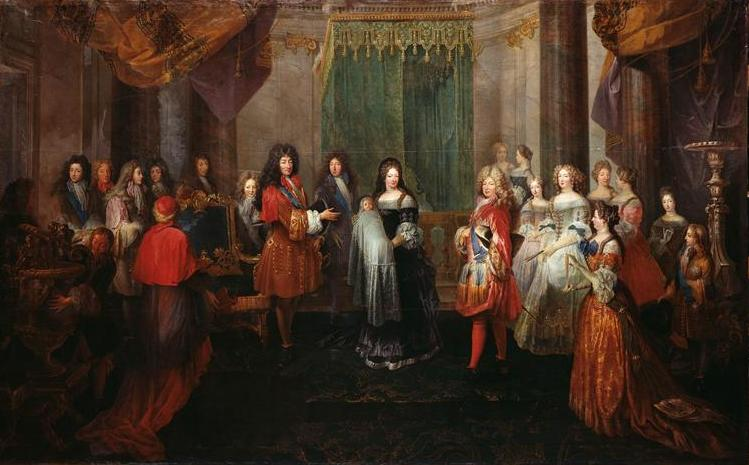
6 août : naissance du duc de Bourgogne. Toile d’Antoine Dieu.

- 6 août : naissance du duc de Bourgogne, fils ainé du grand Dauphin[16].
- 30 août : édit contre « les devins et empoisonneurs », qui réglemente l’utilisation des médicaments[17].

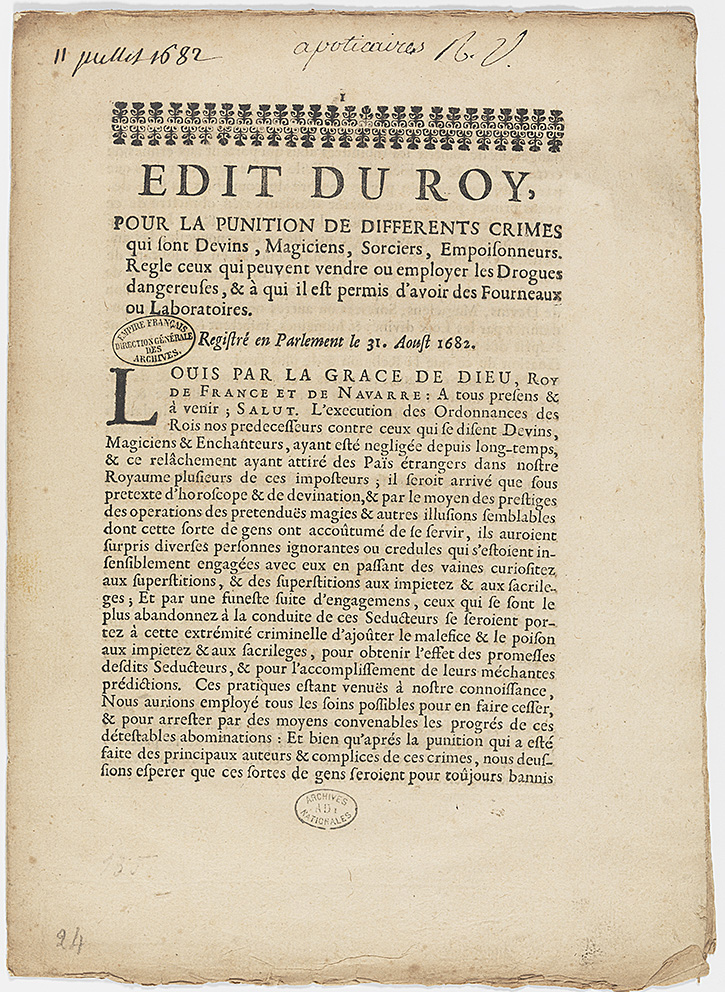
Edit du roy en 1682. Archives nationales BH/AD/484

- 28 septembre : le pape Innocent XI refuse de donner l’institution canonique aux prêtres choisis par le roi pour occuper les évêchés vacants, sous prétexte qu’ils avaient souscrit à la déclaration[2].